# Podul Mitropolit Andrei Șaguna

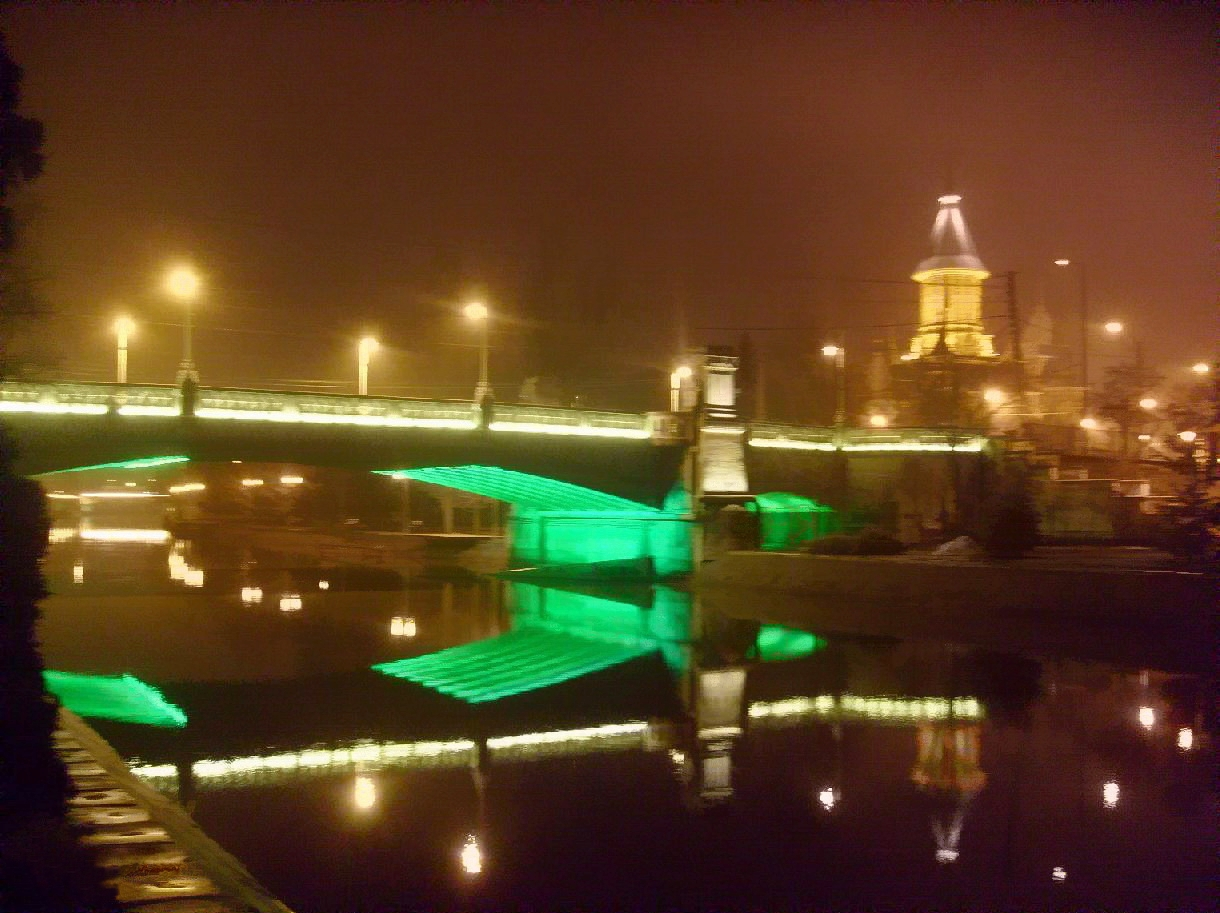
Der Podul Mitropolit Andrei Șaguna bei Nacht, 2010

Die Brücke Podul Mitropolit Andrei Șaguna, benannt nach dem orthodoxen Metropoliten Andrei Șaguna, liegt in der westrumänischen Stadt Timișoara. Sie überquert die Bega und verbindet dabei den I. Bezirk Cetate mit dem III. Bezirk Elisabetin. Die Brücke liegt im Westen des Wasserkraftwerks Timișoara und ist hiervon 3,78 Kilometer entfernt. Über sie wird motorisierter Individualverkehr sowie Oberleitungsbusverkehr geführt.

## Name
Zur Zeit des Kaisertums Österreich hieß die Brücke Bischofsbrücke. Diese Bezeichnung stammte von der einstigen Bischofsstraße – heute Bulevardul Mihai Viteazul – ab, die über das damals noch unbebaute Festungsvorland zu den Meierhöfen (heute Elisabetin) führte. Über die Brücke fand alljährlich eine Prozession statt, die der Bischof nach dem Pestausbruch von 1738/39 gemäß dem Gelübde der Stadt zum Erlöschen der Epidemie zur ehemaligen Rosalienkapelle führte. Im Zuge des Österreichisch-Ungarischen Ausgleichs von 1867 wurde der deutsche Name Bischofsbrücke schließlich in Püspök hid übersetzt. Eine ungarische Alternativbezeichnung war Erzsébet városi hid (deutsch Elisabethstädter Brücke), gemäß dem früheren ungarischen Namen des Stadtbezirks Elisabetin. In Folge der Teilung des Banats erhielt die Brücke 1919 erstmals ihre heutige rumänische Bezeichnung, trug aber in der sozialistischen Zeit vorübergehend den Namen Podul Tinereții (deutsch Brücke der Jugend). Eine alternative rumänische Bezeichnung war Podul Episcopal, abgeleitet vom Begriff Episkopat für das Bischofsamt beziehungsweise die Amtszeit eines Bischofs. 

## Geschichte
Die Arbeiten an der heutigen Brückenkonstruktion begannen 1913 an der Stelle einer alten Holzbrücke, die seit 1718 existierte und 1898 verstärkt wurde. Sie sollte besonders prachtvoll gestaltet werden, so diente die Prager Karlsbrücke in kleinerem Rahmen hier als Vorbild für die neue Brücke, die für damalige Verkehrsverhältnisse über eine beeindruckende Breite von zehn Metern verfügte.
Die vier die Brückenköpfe überragenden Pfeiler sollten mit den Standbildern von vier Csanáder Bischöfen versehen werden, allen voran der Heilige Gerhard, Gründer der Diözese. Jedoch konnte der Plan wegen des Beginns des Ersten Weltkrieges nicht ausgeführt werden; die Brücke wurde zwar fertiggestellt, aber die Postamente blieben leer.